# Melissa Kössler
Melissa Kössler (Potsdam, 4 maart 2000) is een voetbalspeelster uit Duitsland. Ze speelt als aanvaller voor TSG 1899 Hoffenheim in de Bundesliga.

## Clubcarrière
Kössler kwam van 2006 tot 2017 uit voor 1. FFC Turbine Potsdam uit haar geboortestad. Aldaar doorliep ze alle jeugdteams van -7 tot 017. Met de B-Junioren van Turbine Potsdam werd ze Duits landskampioen in 2015 en 2016. In 2017 eindigde ze op de tweede plaats. In het seizoen 2016/17 kwam ze eveneens uit in de Tweede Bundesliga Noord. Voorafgaand aan het seizoen 2017/18 tekende Kössler haar eerste profcontract voor de hoofdmacht van Turbine Potsdam. Ook maakte ze dat seizoen haar minuten in het tweede elftal. Kössler maakte haar debuut in de Bundesliga op 15 april 2018 in een DFB Pokalwedstrijd tegen FC Bayern München door in de 60e minuut in te vallen voor Anna Gasper. Drie dagen later volgde haar Bundesligadebuut door in de basis te starten in een 1-0 thuisoverwinning op SC Freiburg.
In de zomer van 2019 ging Kössler studeren aan de Universiteit van Massachusetts Amherst en voetballen bij Umass Minutewomen. Na een seizoen waarin ze 11 doelpunten maakte in 16 wedstrijden, keerde Kössler terug bij Turbine Potsdam. In het seizoen 2021/22 was Kössler tweede topscorer van de club achter Selina Cerci met tien doelpunten. Na afloop van het seizoen maakte Kössler de overstap naar competitiegenoot TSG 1899 Hoffenheim.

## Statistieken
| Seizoen | Club                      | Land      | Competitie        | Wedstrijden | Doelpunten |
| ------- | ------------------------- | --------- | ----------------- | ----------- | ---------- |
| 2016/17 | 1. FFC Turbine Potsdam II | Duitsland | Tweede Bundesliga | 14          | 6          |
| 2017/18 | 1. FFC Turbine Potsdam II | Duitsland | Tweede Bundesliga | 14          | 15         |
| 2018/19 | 1. FFC Turbine Potsdam II | Duitsland | Tweede Bundesliga | 7           | 0          |
| 2017/18 | 1. FFC Turbine Potsdam    | Duitsland | Bundesliga        | 3           | 0          |
| 2018/19 | 1. FFC Turbine Potsdam    | Duitsland | Bundesliga        | 7           | 0          |
| 2020/21 | 1. FFC Turbine Potsdam    | Duitsland | Bundesliga        | 22          | 4          |
| 2021/22 | 1. FFC Turbine Potsdam    | Duitsland | Bundesliga        | 21          | 10         |
| 2022/23 | TSG 1899 Hoffenheim       | Duitsland | Bundesliga        | 20          | 9          |
| 2023/24 | TSG 1899 Hoffenheim       | Duitsland | Bundesliga        | 11          | 5          |
| 2024/25 | TSG 1899 Hoffenheim       | Duitsland | Bundesliga        | 13          | 3          |
| Totaal  | Totaal                    | Totaal    | Totaal            | 136         | 58         |

Laatste update: 24 maart 2025

## Interlandcarrière
Kössler maakte op 24 juni 2023 haar debuut voor het Duitse nationale team door in de basis te starten in een wedstrijd tegen Vietnam.